# Coelogyne palawanensis
Coelogyne palawanensis är en orkidéart som beskrevs av Oakes Ames.
Coelogyne palawanensis ingår i släktet Coelogyne och familjen orkidéer. Artens utbredningsområde är Palawan. Inga underarter finns listade i Catalogue of Life.